# 好きです!わたしの青春フォーク ベスト40
『好きです!わたしの青春フォーク ベスト40』（すきです わたしのせいしゅんフォークベスト40）は、2013年10月23日に発売された、フォーク・ニューミュージックのコンピレーション・アルバムである。

## 収録曲

### DISC1
| 曲順 | タイトル                                                                                   | アーティスト                   | ジャンル           |
| ---- | ------------------------------------------------------------------------------------------ | ------------------------------ | ------------------ |
| 1    | 神田川 （作詞：喜多条忠／作曲：南こうせつ） （発売日：1973年9月20日）                      | かぐや姫                       | フォーク           |
| 2    | なごり雪 （作詞・作曲：伊勢正三） （発売日：1975年11月5日）                                | イルカ                         | ニューミュージック |
| 3    | 結婚しようよ （作詞・作曲：吉田拓郎） （発売日：1972年1月21日）                            | よしだたくろう                 | ニューミュージック |
| 4    | 冬の稲妻 （作詞：谷村新司／作曲：堀内孝雄） （発売日：1977年10月5日）                      | アリス                         | ニューミュージック |
| 5    | サボテンの花 （作詞・作曲：財津和夫） （発売日：1975年2月5日）                             | チューリップ                   | ニューミュージック |
| 6    | HERO（ヒーローになる時、それは今） （作詞・作曲：甲斐よしひろ） （発売日：1978年12月20日） | 甲斐バンド                     | ニューミュージック |
| 7    | 海岸通 （作詞・作曲：伊勢正三） （発売日：1979年4月25日）                                  | イルカ                         | フォーク           |
| 8    | ぼくの好きな先生 （作詞・作曲：忌野清志郎） （発売日：1972年2月5日）                       | RCサクセション                 | ニューミュージック |
| 9    | うちのお父さん （作詞・作曲：南こうせつ） （発売日：1974年3月5日）                         | かぐや姫                       | フォーク・ロック   |
| 10   | 夢一夜 （作詞：阿木燿子／作曲：南こうせつ） （発売日：1978年10月25日）                     | 南こうせつ                     | フォーク           |
| 11   | 岬めぐり （作詞：山上路夫／作曲：山本コウタロー） （発売日：1974年6月1日）                 | 山本コウタロー＆ウィークエンド | ニューミュージック |
| 12   | わかって下さい （作詞・作曲：因幡晃） （発売日：1976年2月5日）                             | 因幡晃                         | ニューミュージック |
| 13   | 妹 （作詞：喜多条忠／作曲：南こうせつ） （発売日：1974年5月20日）                          | かぐや姫                       | フォーク           |
| 14   | 想い出まくら （作詞・作曲：小坂恭子） （発売日：1975年5月25日）                            | 小坂恭子                       | ニューミュージック |
| 15   | あの唄はもう唄わないのですか （作詞・作曲：伊勢正三） （発売日：1975年12月10日）           | 風                             | フォーク           |
| 16   | 落陽 （作詞：岡本おさみ／作曲：吉田拓郎） （発売日：1976年9月25日）                        | 山田パンダ                     | ニューミュージック |
| 17   | シオン （作詞・作曲：イルカ） （発売日：1979年10月25日）                                   | 沢田聖子                       | ニューミュージック |
| 18   | 無縁坂 （作詞・作曲：さだまさし） （発売日：1975年11月25日）                               | グレープ                       | フォーク           |
| 19   | 加茂の流れに （作詞・作曲：南こうせつ） （発売日：1972年4月20日）                          | かぐや姫                       | フォーク           |
| 20   | 22才の別れ （作詞・作曲：伊勢正三） （発売日：1975年2月5日）                               | 風                             | フォーク           |

### DISC2
| 曲順 | タイトル                                                                           | アーティスト     | ジャンル           |
| ---- | ---------------------------------------------------------------------------------- | ---------------- | ------------------ |
| 1    | 赤ちょうちん （作詞：喜多条忠／作曲：南こうせつ） （発売日：1974年1月10日）        | かぐや姫         | フォーク           |
| 2    | 季節の中で （作詞・作曲：松山千春） （発売日：1978年8月21日）                      | 松山千春         | ニューミュージック |
| 3    | 雨の物語 （作詞・作曲：伊勢正三） （発売日：1977年3月25日）                        | イルカ           | フォーク           |
| 4    | あの素晴しい愛をもう一度 （作詞：北山修／作曲：加藤和彦） （発売日：1971年4月5日） | 加藤和彦＆北山修 | フォーク・ロック   |
| 5    | さらば青春 （作詞・作曲：小椋佳） （発売日：1971年2月21日）                        | 小椋佳           | フォーク           |
| 6    | ささやかなこの人生 （作詞・作曲：伊勢正三） （発売日：1976年6月25日）              | 風               | ニューミュージック |
| 7    | 卒業 （作詞：三浦徳子／作曲：加藤和彦） （発売日：1982年1月25日）                  | 沢田聖子         | ニューミュージック |
| 8    | 夏の少女 （作詞・作曲：南こうせつ） （発売日：1977年6月5日）                       | 南こうせつ       | ニューミュージック |
| 9    | あなた （作詞・作曲：小坂明子） （発売日：1973年12月21日）                         | 小坂明子         | ニューミュージック |
| 10   | ふれあい （作詞：山川啓介／作曲：いずみたく） （発売日：1974年7月1日）             | 中村雅俊         | ニューミュージック |
| 11   | 好きだった人 （作詞：伊勢正三／作曲：南こうせつ） （発売日：1972年4月20日）        | かぐや姫         | フォーク           |
| 12   | サラダの国から来た娘 （作詞・作曲：イルカ） （発売日：1978年3月25日）              | イルカ           | フォーク           |
| 13   | 風の街 （作詞：喜多條忠／作曲：吉田拓郎） （発売日：1975年6月23日）                | 山田パンダ       | ニューミュージック |
| 14   | マキシーのために （作詞：喜多条忠／作曲：南こうせつ） （発売日：1972年4月20日）    | かぐや姫         | ニューミュージック |
| 15   | 白いギター （作詞：林春生／作曲：馬飼野俊一） （発売日：1973年9月25日）            | チェリッシュ     | ニューミュージック |
| 16   | 酒と泪と男と女 （作詞・作曲：河島英五） （発売日：1976年6月25日）                  | 河島英五         | ニューミュージック |
| 17   | 20歳のめぐり逢い （作詞・作曲：田村功夫） （発売日：1975年9月21日）                | シグナル         | ニューミュージック |
| 18   | ほおづえをつく女 （作詞・作曲：伊勢正三） （発売日：1976年12月5日）                | 風               | ニューミュージック |
| 19   | Follow Me （作詞・作曲：イルカ） （発売日：1981年5月25日）                         | イルカ           | ニューミュージック |
| 20   | 僕の胸でおやすみ （作詞・作曲：山田パンダ） （発売日：1973年7月1日）               | かぐや姫         | フォーク           |